# بي أيه إي هوك
بي أيه إي هوك هي طائرة تدريب نفاثة متقدمة عسكرية بريطانية الصنع. تستعمل الطائرة من قبل العديد من الدول كطائرة تدريب متقدمة وأيضا كطائرة قتال منخفضة التكلفة. صُنع منها أكثر من 900 طائرة ل19 مستخدم حول العالم، وسجلت قرابة مليوني ساعة طيران منذ أول طيران في 1974.

## السعودية

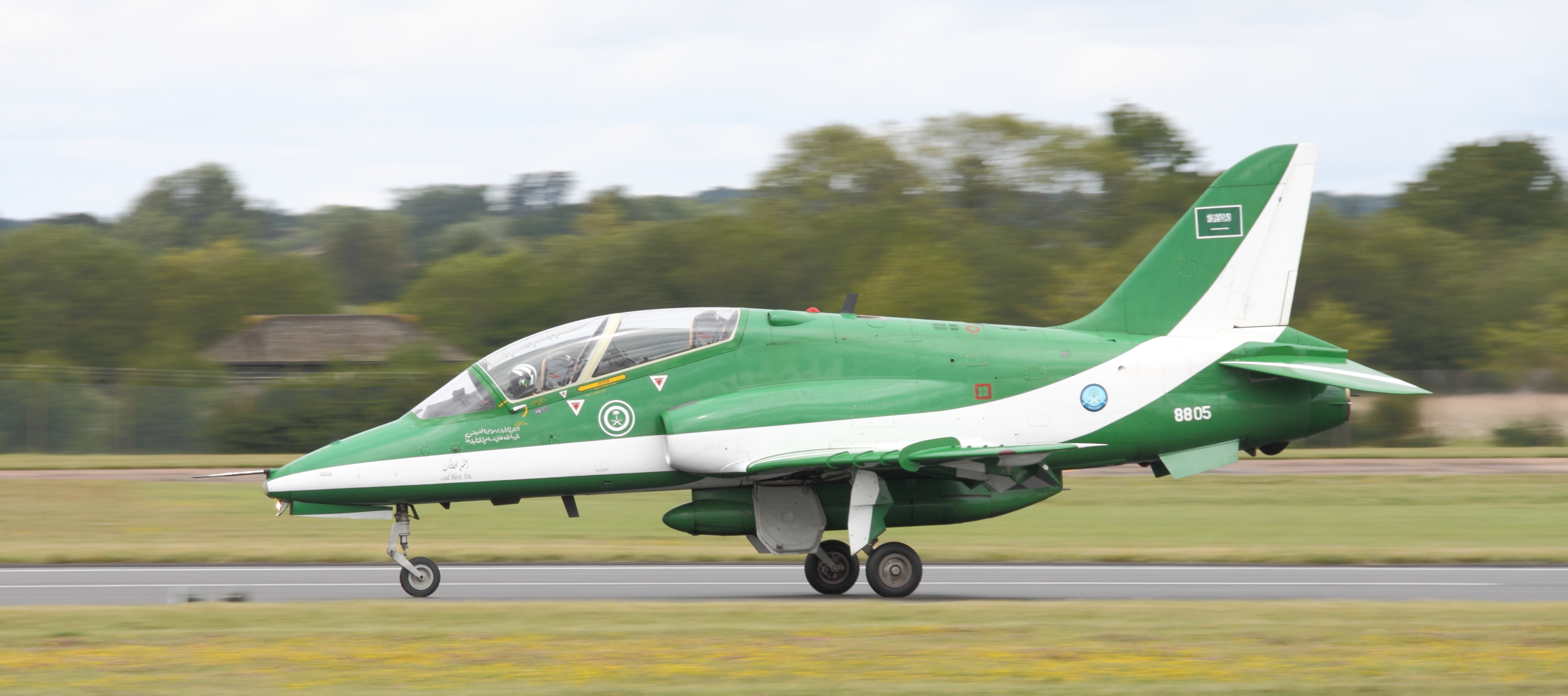
سلاح الجو الملكي السعودي من طراز هوك عام 2011

دشن ولي العهد السعودي الأمير محمد بن سلمان الاثنين 1 أبريل 2019، أول طائرة تدريب نفاثة من طراز «هوك» تم تجميعها وتصنيع عدد من أجزائها محلياً بأيادي سعوديين قد أشرف البرنامج السعودي البريطاني للتعاون الدفاعي بالتعاون مع شركة (BAE SYSTEMS) - بي أيه إي سيستمز - على تدريب الشباب السعودي على صنع الطائرة وجاء تدشين طائرة هوك، بعد عدة أختبارات التي تمت على الطائرة بعد التجميع، واختبار قبول الطائرة بعد الطيران وتأتي مبادرات البرنامج السعودي البريطاني في نقل وتوطين التقنية، وعلى تجميع 22 طائرة من طراز هوك بعد تدربهم لأكثر من سنتين على أيدي خبرات عالمية.

## مواصفات (Hawk 128)
المعلومات من Royal Air Force, BAE Systems, Ministry of Defence
الخصائص العامة
- طاقم: 2: student, instructor
- الطول: 12.43 m (40 ft 9 in)
- باع الجناح: 9.94 m (32 ft 7 in)
- إرتفاع: 3.98 m (13 ft 1 in)
- جناح مساحتة: 16.70 m2 (179.64 ft2)
- الوزن فارغة: 4,480 kg (9,880 lb)
- أقصى وزن للحمولة: 3,000 kg (6,600 lb)
- وزن الإقلاع الأقصى: 9,100 kg (20,000 lb)
- محركات: 1× Rolls-Royce Adour Mk. 951 محرك عنفي مروحي with فاديك, 29 kN (6,500 lbf)  29 kN

 الأداء 
- السرعة القصوى: عدد ماخ 0.84 (1,028 km/h, 638 mph) at altitude
- المدى: 2,520 km (1,360 ميل بحري, 1,565 mi)
- سقف الخدمة: 13,565 m (44,500 ft)
- معدل الصعود: 47 m/s (9,300 ft/min)
- الدفع/الوزن: 0.65

التسليح

Note: all armament is optional.

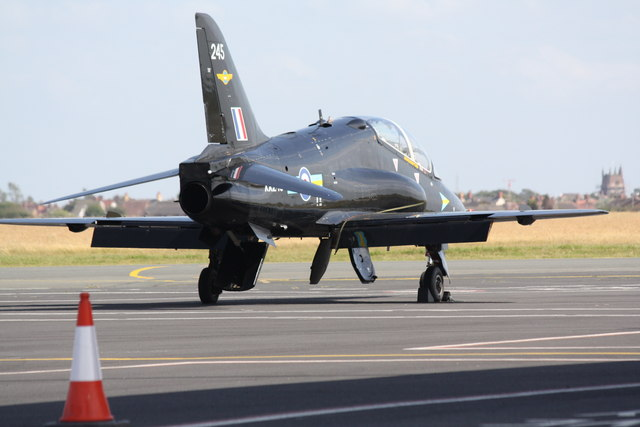
سلاح الجو الملكي البريطاني هوك في مطار بلاكبول ، 2008

- 1× 30 mm مدفع عدن, in centreline pod
- Up to 6,800 lb (3,085 kg) of weapons on five hardpoints, including:
  - 4× إيه آي إم-9 سايدويندر أو إيه آي إم-132 أسرام or A-Darter on wing pylons and wingtip rails
  - 2x Umbani or Al Tariq
- 1,500 lb (680 kg), limited to one centreline and two wing pylons (Hawk T1)